# Linia kolejowa nr 279
Linia kolejowa nr 279 – jednotorowa, pierwszorzędna, zelektryfikowana linia kolejowa łącząca Lubań Śląski, Gierałtów i Gierałtów Wykroty z Węglińcem. 
Została oddana do użytku 20 września 1865 roku. Zelektryfikowana w 1928; sieć trakcyjna rozebrana po II wojnie światowej, ponownie zelektryfikowana w maju 1986 r.
Od 1 sierpnia 2012 r. regularny ruch pasażerski został wstrzymany; jedynie w  soboty, niedziele i święta kursował 1 pociąg Przewozów Regionalnych na trasie Zielona Góra – Jelenia Góra, bez zatrzymania na przystankach pośrednich na linii kolejowej nr 279.
W rozkładzie 2013/2014 Koleje Dolnośląskie prowadziły 4 pary pociągów osobowych pomiędzy Lubaniem a Węglińcem.
Linia została zakwalifikowana przez Biuro Eksploatacji spółki PKP Polskie Linie Kolejowe jako „linia o priorytecie towarowym”.

## Remont linii 279
Linia została zmodernizowana.

## Infrastruktura

### Węzły
| Stacja       | Linia | Kierunek           | Status                  |
| ------------ | ----- | ------------------ | ----------------------- |
| Lubań Śląski | 274   | Zgorzelec          | Czynna                  |
| Lubań Śląski | 274   | Wrocław Świebodzki | Czynna                  |
| Lubań Śląski | 337   | Leśna              | Czynna (linia towarowa) |
| Węgliniec    | 278   | Zgorzelec          | Czynna                  |
| Węgliniec    | 278a  | Czerwona Woda      | Czynna (linia towarowa) |
| Węgliniec    | 282   | Miłkowice          | Czynna                  |
| Węgliniec    | 282   | Jasień             | Czynna                  |
| Węgliniec    | 295   | Bielawa Dolna      | Czynna (linia towarowa) |